# 蘇格蘭宗教改革
蘇格蘭宗教改革是蘇格蘭王國在1560年正式與罗马天主教会教皇決裂而產生的一系列改革，為歐洲宗教改革的一部分。蘇格蘭宗教改革以加爾文主義重塑了蘇格蘭的教會，使得蘇格蘭長老會成為了蘇格蘭國教。
蘇格蘭原由教皇支持者法蘭西王國的瑪麗·德·吉斯統治，1560年蘇格蘭改革議會形成，該議會拒絕承認教皇的權威，禁止教眾舉行彌撒，並且批准了蘇格蘭人信條，因此這項改革也被看做是反抗法蘭西霸權的運動。

## 改革前的蘇格蘭

### 中世紀時的教會
蘇格蘭在6世紀接受基督教。依照教皇雷定三世的教皇詔書《Cum universi》（1192），整個蘇格蘭統一為一個主教區，即“Ecclesia Scoticana”，因為被稱作“圣座特殊的女兒”，享有相當的獨立權，之後的天主教會大分裂(1378-1417年)使得蘇格蘭王室得以掌握更大的權力。1472年聖安德魯斯成為第一個蘇格蘭大主教區，1492年格拉斯哥緊隨其後，16世紀中期，八成教會土地由當地貴族佔用，蘇格蘭君主也不斷將自己人安插到教會中，如詹姆斯四世的兒子亞歷山大在11歲時就成為聖安德魯斯大主教。教皇則在14世紀初就開始提拔底層僧侶，即使蘇格蘭貴族常抱怨新的僧侶缺乏教養，但並未能阻止此趨勢。
歷史學家發現這一時代的修道院修士數量很少，15世紀時貴族也開始減少對教會的捐助。但該世紀末托缽修士開始大量出現在蘇格蘭的各個皇家自治鎮中，1467年方濟會在蘇格蘭成立教省。蘇格蘭修士數量也開始增加。

### 外界影響
15世紀早期被視為異端的羅拉德派傳入蘇格蘭，作為約翰·威克里夫及楊·胡斯的信徒，他們開始宣傳宗教改革。雖然一些人被以火刑處死，人民也對其學說並不很感興趣，羅拉德派也沒有被完全根除。
自15世紀開始，文藝復興宣揚的人文主義開始對宗教產生影響，為蘇格蘭教會帶來一股新風。馬丁·路德的學說在蘇格蘭也有相當的影響力，新教徒數量開始增加，蘇格蘭議會不得不在1525年開始考慮禁止路德宗書籍，並對路德宗進行全面鎮壓。

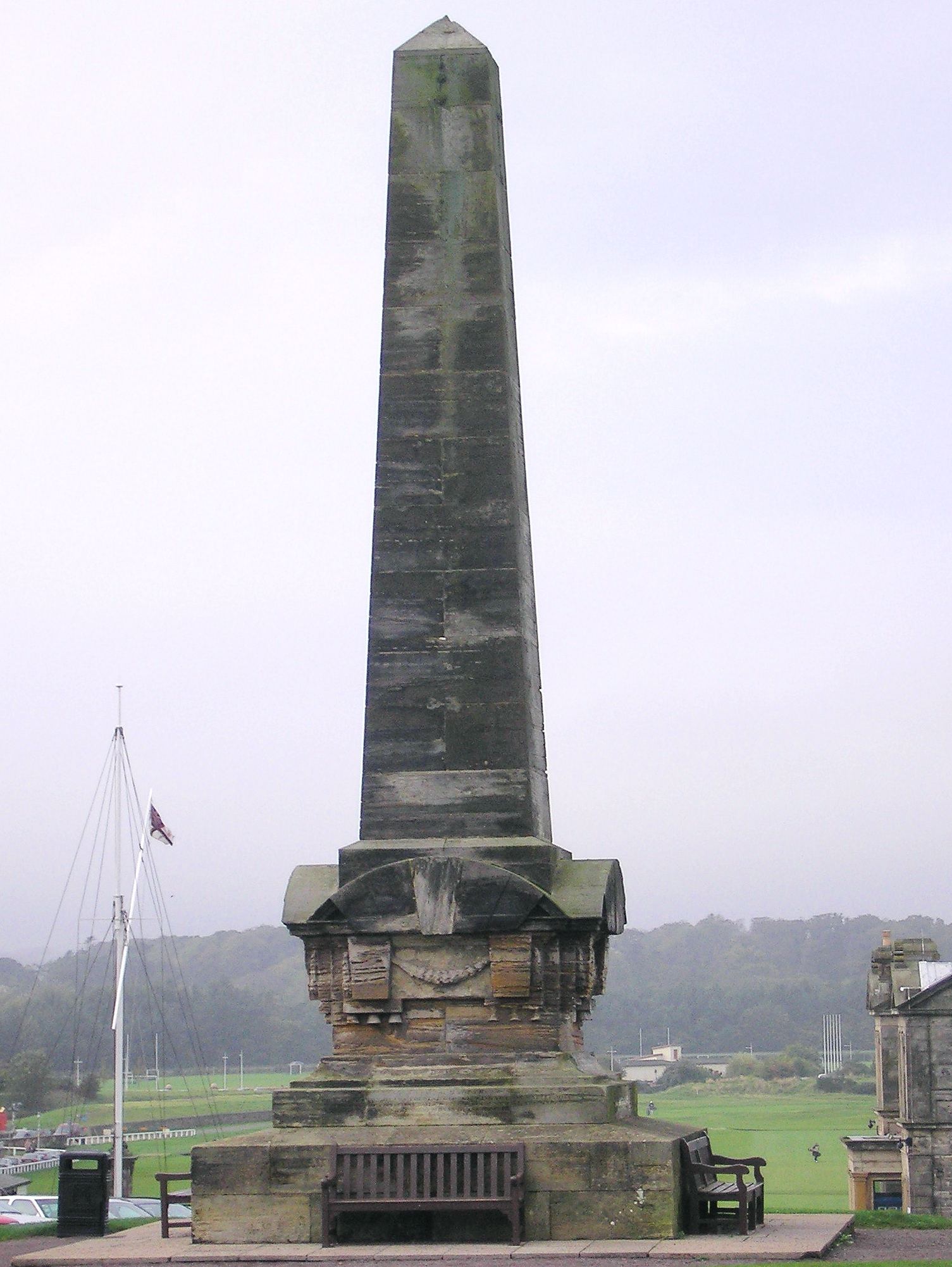
聖安德魯斯的殉道者紀念碑，其目的是紀念在宗教改革之前被處死的新教徒

1528年，詹姆斯五世即位。不像當時的英格蘭君主亨利八世，詹姆斯五世較為保守，不打算進行任何形式的宗教改革。於是倡導路德學說的蘇格蘭貴族帕特里克·漢密爾頓在當年成為了第一個新教徒殉道者，在聖安德魯斯被當作異端以火刑燒死。之後在30和40年代又有一些新教徒被燒死。

## 爆发冲突

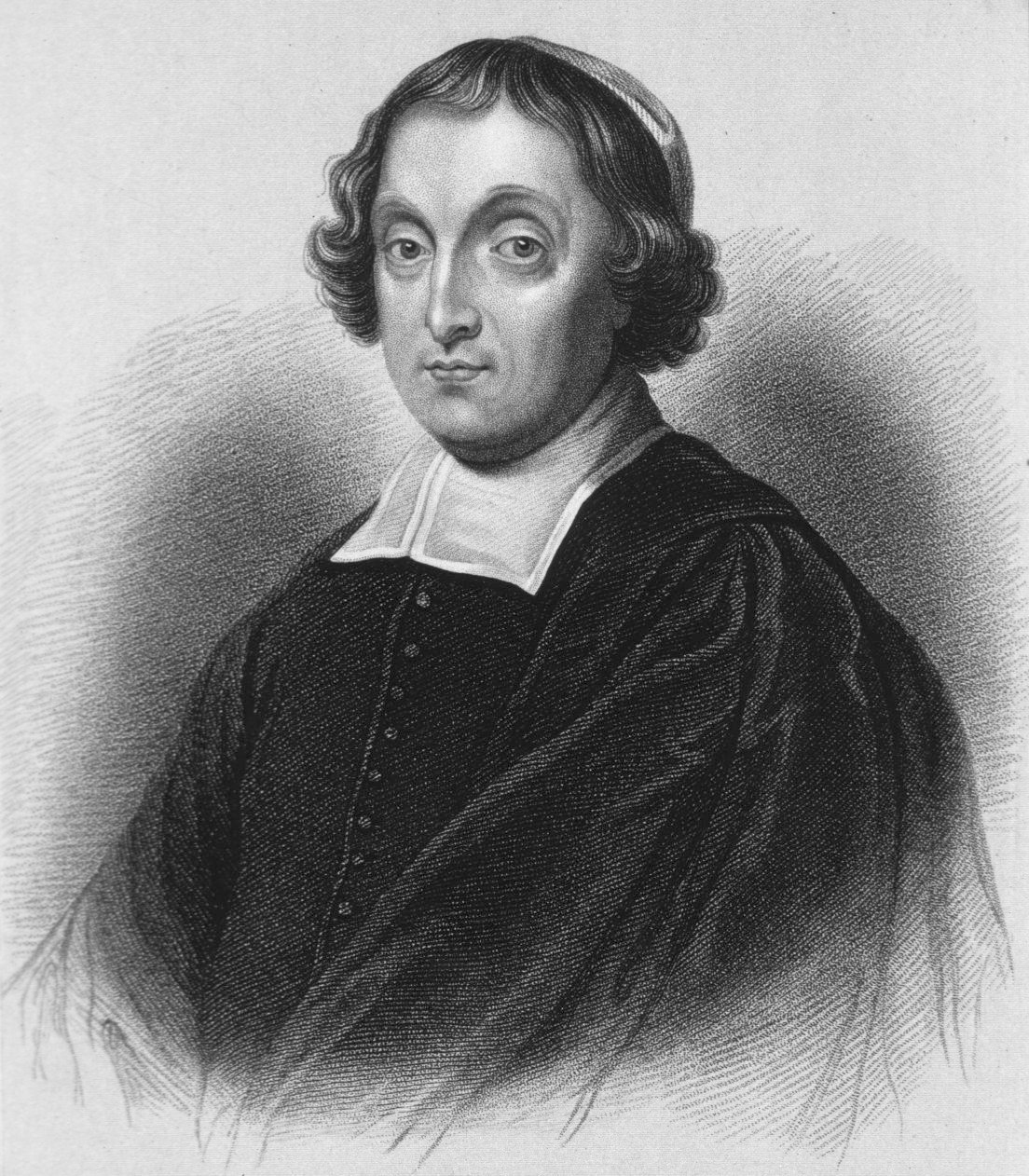
大衛·比頓樞機主教是舊信仰的捍衛者之一。

瑪麗一世在1542年即位，尚為幼兒的她得到樞機主教大衛·比頓和其母玛丽·德·吉斯的支持，形成蘇格蘭政治勢力中不支持宗教改革的法國派的核心。 但以攝政詹姆斯·漢密爾頓為首的另一派人士卻持反對意見， 他們想要通過把瑪麗嫁給亨利八世的兒子愛德華來進行進一步改革。但最終漢密爾頓和比頓和解，前者也加入了比頓的陣營，這激怒了亨利八世，最終二國之間爆發戰爭。 英格蘭人摧毀了蘇格蘭東南部的大片城鎮，這起事件史稱“粗暴求婚”。
1546年牧師喬治·威沙特被比頓以火刑處死，一些法夫地區的地主是這名牧師的支持者，因此派出一批新教徒潛入聖安德魯斯城堡暗殺了比頓。他們隨後就被包圍，史稱聖安德魯斯之圍，一年後被擊潰，其中倖存者如約翰·諾克斯變成了奴隸。
1547年英格蘭護國公薩默塞特公爵愛德華重啟戰端，再次攻佔了蘇格蘭東南部低地，在此宣揚新教。 蘇格蘭人將瑪麗許給法蘭西皇太子、後來的弗朗索瓦二世以換取法國的武力支持，而瑪麗也在1548年前往法國，使得亨利八世當時的逼婚計劃完全失算。

### 蘇格蘭內亂
1559年5月1日由約翰·諾克斯領導的暴徒洗劫了伯斯的一些教會財產，當時瑪麗一世之母玛丽·德·吉斯在任為攝政，她進軍伯斯，但遭到西來的叛軍夾擊，最終撤軍妥協。 隨後法軍接連失利，愛丁堡也在七月陷落，瑪麗退居鄧巴城堡。 後來法軍一度得勢， 但因為瑪麗·德·吉斯在1560年6月逝世，英法達成愛丁堡條約，成立蘇格蘭改革議會來解決爭端，實際上這使得新教徒佔據了優勢。

## 改革議會

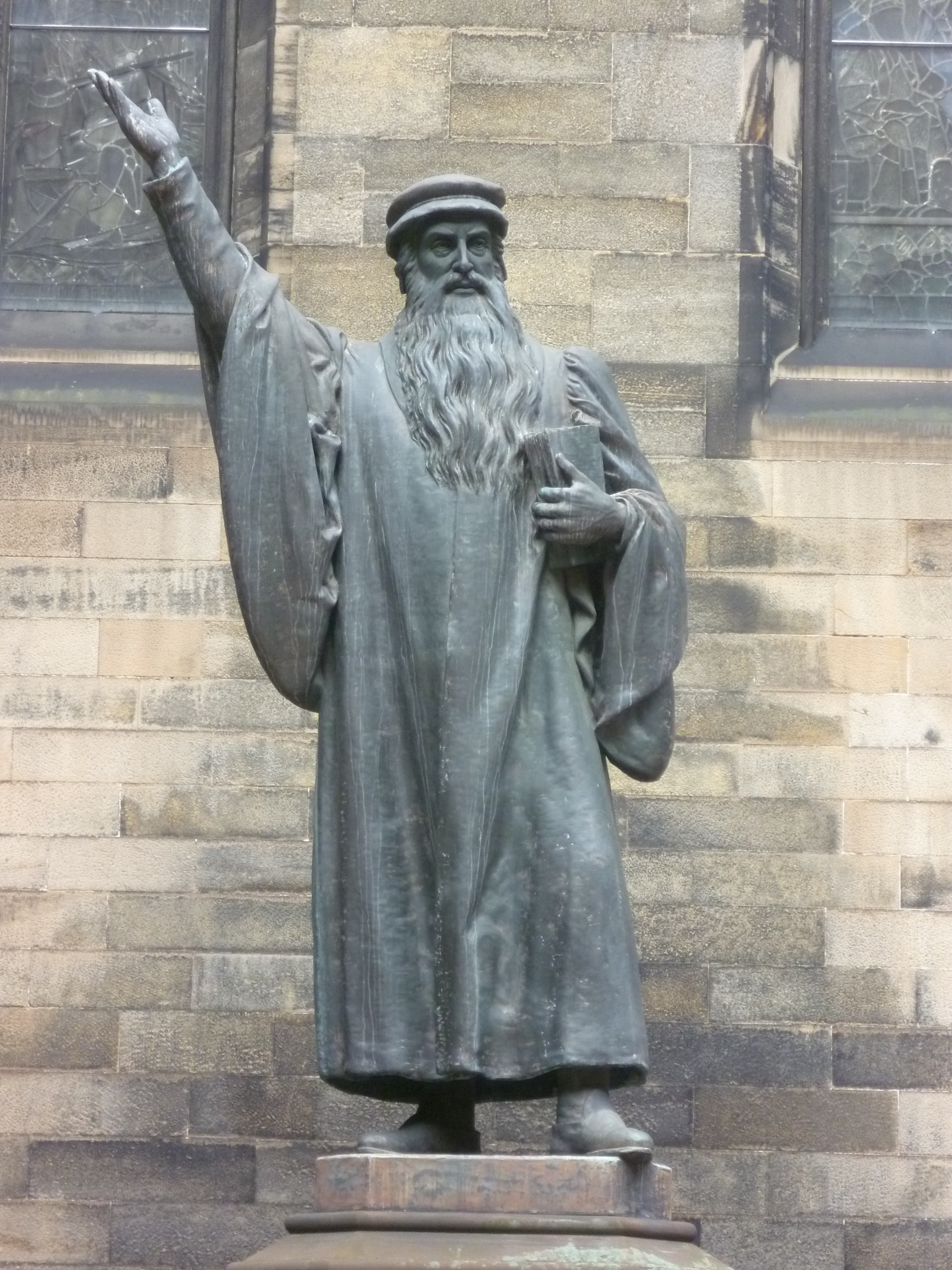
位於愛丁堡大學新學院的約翰·諾克斯像，他是蘇格蘭宗教改革的領袖

蘇格蘭議會1560年7月10日在愛丁堡集會，參加者包括十四名伯爵、六名主教、十九名其他貴族、二十一名修道院院長和二十二名皇家自治鎮代表，形成所謂的蘇格蘭改革議會（Scottish Reformation Parliament）。在8月17日他們通過了三項法案，正式支持新教，聖事縮減到的洗禮和聖餐兩項，而彌撒和教皇管轄權都被廢除。
但教會的財產本身並沒有受到多大影響，一些保守人士還保有著大量土地。這些遺留問題一直到1689年才得到解決。 此外瑪麗一世也拒絕承認議會法案的有效性，這一問題則在1567年詹姆斯六世即位時得到解決，自此蘇格蘭也大致上變成了一個新教國家。

## 改革後的教會

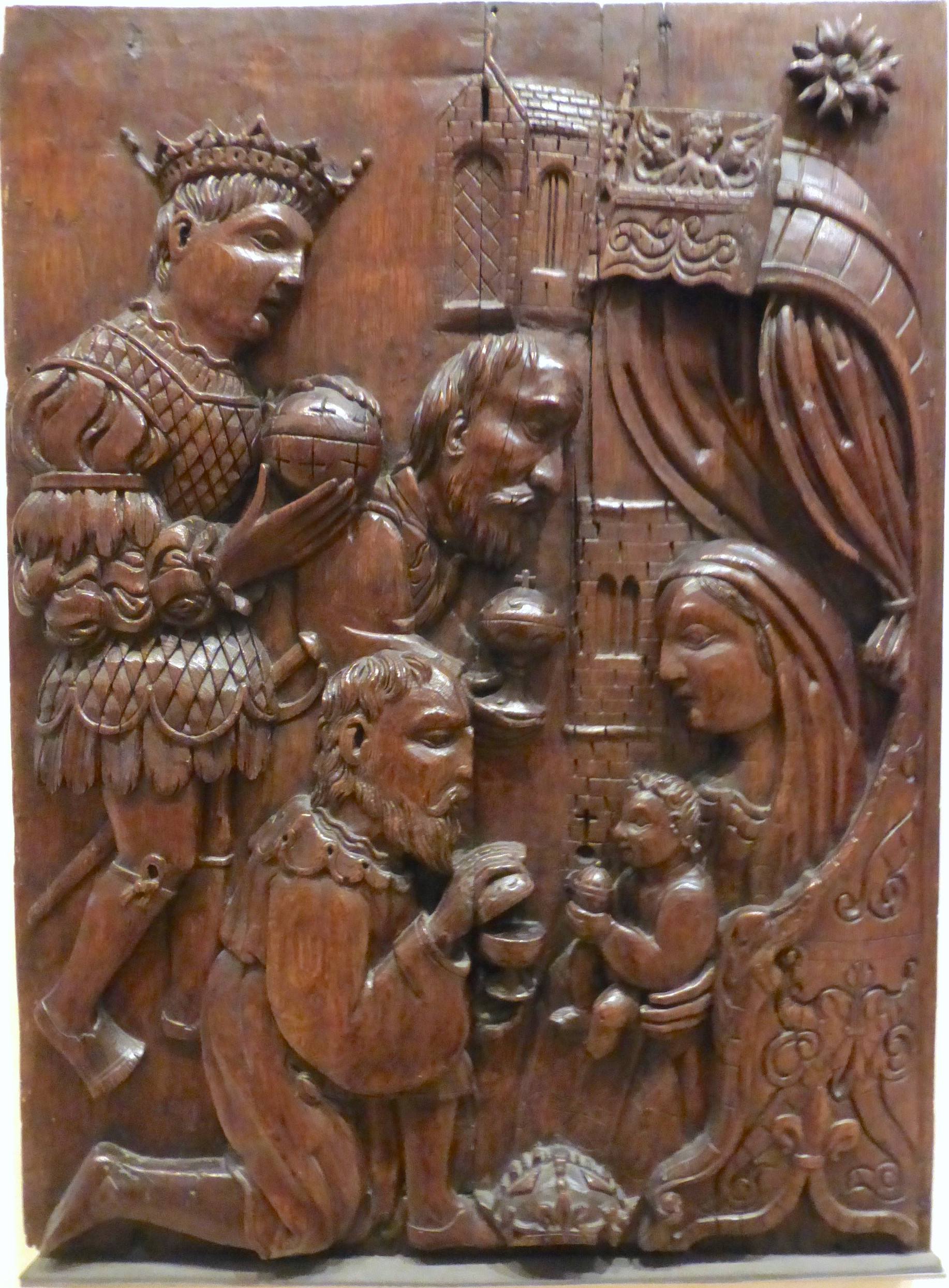
只有屬於私人的宗教肖像，例如這幅鄧迪的16世紀中期木版雕刻，在改革之後幸存

不像早期較為溫和的路德宗信徒，諾克斯和其追隨者是更嚴格的加爾文派信仰者。 他們通過了蘇格蘭人信條，該信條取消了羅馬教廷的儀式及主教区、發起破壞聖像運動。這個信條在1644年被更苛刻的威斯敏斯特信條取代。 1560年教會會議（Kirk Session）開始舉行，但區會（Presbytery）直到1580年才有。
改革之後的蘇格蘭議會像英格蘭一樣，無條件支持教會統一法令。他們以蘇格蘭長老會為唯一的正統。從英格蘭宗教迫害中逃出的一些新教徒將愛德華六世的第二版公禱書（1552年）帶到蘇格蘭，諾克斯本來也支持此這個宗教憲法，然而後來因受加爾文的影響而自創了《蘇格蘭教會公共秩序書》（Book of Common Order），後者在1562年被蘇格蘭長老會批准成為正式的教會祈禱書，它到1643年才被《威斯敏斯特公共敬拜指南》（Westminster Directory）取代。
蘇格蘭長老會在1560年通過《第一紀律書》（First Book of Discipline）來規定教會的運作方法，用來實施改革後教會的政策。教會打算將牧師派駐蘇格蘭各地來傳播新的教義， 但當時人手缺乏，因此設有監督者和其他一些職位來統一管理一個教區的教育情況。 不過實際上這些舉措因為教會收入過低都難以見效。 原因是1562年的一項法令使得新教會無法繼承舊教會的大部分財產，改革後教會收入只有之前的六分之一，而大部分利益都被貴族納入囊中。 1567年時整個蘇格蘭只有257名牧師，還不足當時全部1,067所教堂的數量。 而1590年分為50個區會的蘇格蘭也只在每個區內有20名牧師。

## 影響

### 藝術

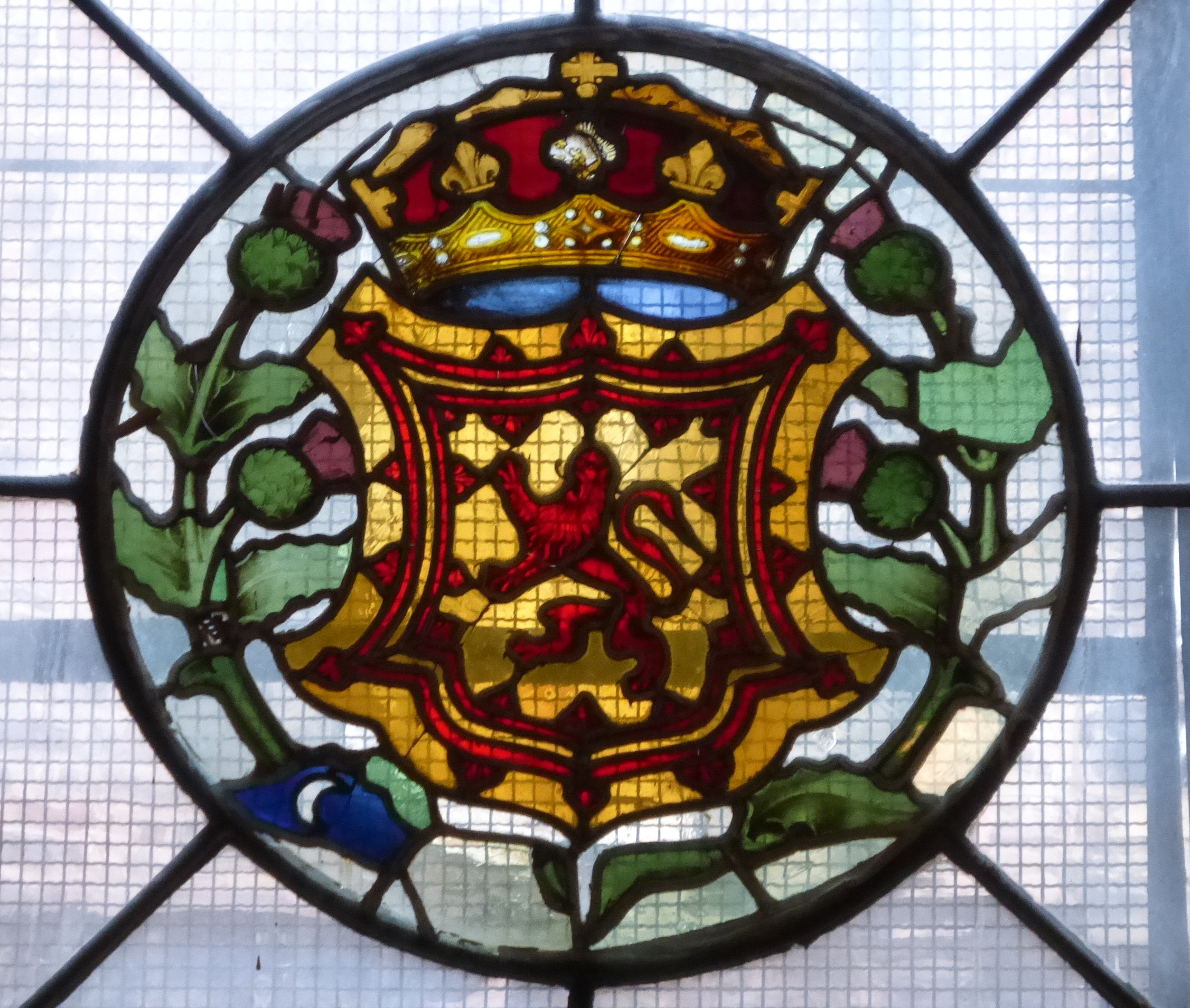
愛丁堡抹大拉教堂（Magdalen Chapel）保存著僅存的中世紀彩色玻璃

以前蘇格蘭教會贊助的藝術品因改革的聖像破壞運動而幾乎完全消失，例如中世紀的彩色玻璃、宗教雕塑和繪畫等都幾乎全部被毀。其中現在僅存的彩色玻璃位於愛丁堡牛門的抹大拉教堂（Magdalen Chapel），創作年代是改革發生不久前的1544年，这实际也是该教堂建成的时间。
因為加爾文派教徒不喜在做禮拜的地方進行裝飾，因此許多中世紀教堂的裝飾物都被強行抹去。新建的一些教堂也都遵循其律。阿伯丁的國王學院和鄧布蘭的鄧布蘭大教堂存有少見的木刻藝術。此外，因為許多當代藝術家受到改革之後教會的制約，不得不轉行，使得改革後一段時間內蘇格蘭的藝術水平顯著下降。

### 音樂
宗教改革對蘇格蘭的音樂也造成了重大影響，從前的教堂唱詩班和歌唱學校被解散，音樂書籍和樂譜被毀，教堂里的風琴也被拆除。加爾文派教徒對宗教音樂的選擇十分苛刻，想要把《聖經》和《詩篇》區分開來；為此，1564年蘇格蘭長老會大會委託當時的音樂家創作了《蘇格蘭韻律詩篇》（Scottish Psalter）。 
詹姆斯六世在1579年恢復唱詩班和歌唱學校傳統，當年創辦四所歌唱學校，1633年時數量上升到25所。複調在1625年被納入蘇格蘭的詩篇唱法中， 但在1638年國民誓約後又被廢除。

### 民間

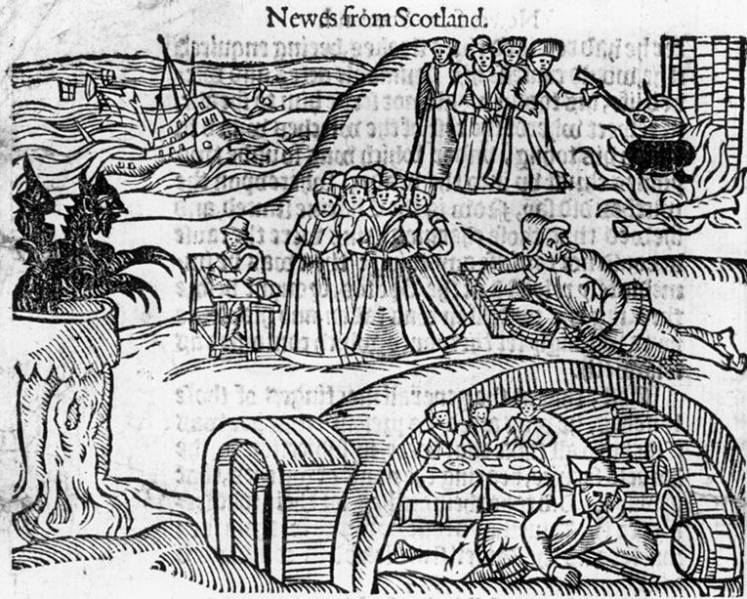
當時繪製的北貝里克郡女巫審判，該事件發生於1590年

蘇格蘭的清教徒將《聖經》當做絕對真理，將其當做道德權威，民間則多用其來占卜。1611年，蘇格蘭教會以《欽定版聖經》取代了舊的《日內瓦聖經》和其他版本，但直到17世紀時日內瓦聖經仍在使用。改革之後教會開始擁有宗教審判權，且禁止了一些民間習俗，其中連篝火、化妝和跳舞等都被列為當禁之事物。
中世紀末期蘇格蘭就有控訴巫術的例子，但巫術仍在民間流行。1563年巫術法令巫術成為徹底的異端，凡從事此業或咨詢女巫者均以斬首論處。最早的大規模女巫審判出現在16世紀末，1590年左右發生的北貝里克郡女巫審判連國王詹姆斯六世都被牽連入內。宗教改革後的百年間有數千人因被控使用巫術而受審，數量比英格蘭還多。其中有75%都是女性，有超過1,500人遭處決。

### 引用
1. ↑  Article 1, of the Articles Declaratory of the Constitution of the Church of Scotland 1921 states 'The Church of Scotland adheres to the Scottish Reformation'.
2. ↑  R. A. Fletcher, The Barbarian Conversion: From Paganism to Christianity (University of California Press, 1999), ISBN 0520218590, pp. 231-3.
3. 1 2  P. J. Bawcutt & J. H. Williams, A Companion to Medieval Scottish Poetry (Woodbridge: Brewer, 2006), ISBN 1843840960, pp. 26-9.
4. ↑  A. Macquarrie, Medieval Scotland: Kinship and Nation (Thrupp: Sutton, 2004), ISBN 0-7509-2977-4, pp. 109-117.
5. ↑  Andrew D. M. Barrell, Medieval Scotland (Cambridge: Cambridge University Press, 2000), ISBN 052158602X, pp. 244-5.
6. ↑  Andrew D. M. Barrell, Medieval Scotland (Cambridge: Cambridge University Press, 2000), ISBN 052158602X, p. 246.
7. ↑  J. Wormald, Court, Kirk, and Community: Scotland, 1470–1625 (Edinburgh: Edinburgh University Press, 1991), ISBN 0748602763, pp. 76-87.
8. ↑  Andrew D. M. Barrell, Medieval Scotland (Cambridge: Cambridge University Press, 2000), ISBN 052158602X, p. 257.
9. ↑  J. Kirk Dictionary of Scottish Church History and Theology Wright, D. F. et al. (eds) Edinburgh 1993 p. 694.
10. ↑  R. Mason, "Renaissance and Reformation: the sixteenth century", in J. Wormald, ed., Scotland: A History (Oxford: Oxford University Press, 2005), ISBN 0-19-162243-5, p. 102.
11. ↑  J. E. A. Dawson, Scotland Re-Formed, 1488–1587 (Edinburgh: Edinburgh University Press, 2007), ISBN 0-7486-1455-9, pp. 164-6.
12. ↑  Mackie, J. D., History of Scotland, Penguin, 1964, p. 151.
13. ↑  J. Wormald, Court, Kirk, and Community: Scotland, 1470–1625 (Edinburgh: Edinburgh University Press, 1991), ISBN 0-7486-0276-3, p. 100.
14. ↑  J. E. A. Dawson, Scotland Re-Formed, 1488–1587 (Edinburgh: Edinburgh University Press, 2007), ISBN 0-7486-1455-9, p. 159.
15. 1 2  A. Grant and K. J. Stringer, Uniting the Kingdom?: the Making of British History (Psychology Press, 1995), ISBN 3-03910-948-0, pp. 115–6.
16. ↑  M. F. Graham, "Scotland", in A. Pettegree, The Reformation World (London: Routledge, 2000), ISBN 0-415-16357-9, p. 414.
17. ↑  J. Wormald, Court, Kirk, and Community: Scotland, 1470–1625 (Edinburgh: Edinburgh University Press, 1991), ISBN 0-7486-0276-3, pp. 102–4.
18. ↑  J. D. Mackie, A History of Scotland (Penguin 1964), p. 144.
19. ↑  Calendar State Papers Scotland, vol. 1 (1898), 212–3, 215, James Croft to English council, 19 & 22 May & 5 June 1559.
20. ↑  Knox, John, Works: History of the Reformation, vol. 1 (1846), pp. 350–355 & footnotes.
21. ↑  Calendar State Papers Scotland, vol. 1 (1898), 221, Croft to Cecil, 3 July 1559.
22. ↑  Calendar State Papers Scotland, vol. 1 (1898), 266–7, Randolph to Sadler & Croft, 11 November 1559.
23. ↑  Burleigh, J. H. S., A Church History of Scotland, p. 153.
24. ↑  Burleigh, J. H. S., A Church History of Scotland p. 154.
25. ↑  Scots Confession chapter 18.
26. 1 2  Peter G. B. McNeill and Hector L. MacQueen, eds., Atlas of Scottish History to 1707 (Edinburgh, 1996), pp. 390–91.
27. ↑  On this section see Burleigh, J. H. S., A Church History of Scotland pp. 160–63.
28. ↑  First Book of Discipline chapt. 4.
29. ↑  First Book of Discipline chapt. 5.
30. ↑  Knox claimed that the book was commissioned by Parliament itself, but that they declined to enact it. Knox, K. History of the Reformation (ed. W.C Dickinson 1949), i, 343.
31. ↑   . . New York: Robert Appleton Company. 1913.
32. ↑  Mackie, J. D., A History of Scotland, Penguin, London 1964 p. 160.
33. ↑  T. W. West, Discovering Scottish Architecture (Botley: Osprey, 1985), ISBN 0-85263-748-9, p. 55.
34. ↑  Royal Institute of British Architects, , architecture.com,   [13 January 2010], （原始内容存档于2007年10月14日）
35. ↑  A. Spicer, "Architecture", in A. Pettegree, ed., The Reformation World (London: Routledge, 2000), ISBN 0-415-16357-9, p. 517.
36. ↑  H. Scott, ed., Scotland: A Concise Cultural History (Mainstream, 1993), ISBN 1-85158-581-8, p. 208.
37. ↑  J. E. A. Dawson, Scotland Re-Formed, 1488–1587 (Edinburgh: Edinburgh University Press, 2007), ISBN 0-7486-1455-9, p. 131.
38. ↑  N. Prior, Museums and Modernity: Art Galleries and the Making of Modern Culture (Berg, 2002), ISBN 1-85973-508-8, p. 102.
39. ↑  A. Thomas, "The Renaissance", in T. M. Devine and J. Wormald, The Oxford Handbook of Modern Scottish History (Oxford: Oxford University Press, 2012), ISBN 0-19-162433-0, pp. 198–9.
40. 1 2  J. Wormald, Court, Kirk, and Community: Scotland, 1470–1625 (Edinburgh: Edinburgh University Press, 1991), ISBN 0-7486-0276-3, pp. 187–90.
41. ↑  A. Thomas, "The Renaissance", in T. M. Devine and J. Wormald, The Oxford Handbook of Modern Scottish History (Oxford: Oxford University Press, 2012), ISBN 0-19-162433-0, p. 198.
42. ↑  G. Munro, "'Sang schools' and 'music schools': music education in Scotland 1560–1650", in S. F. Weiss, R. E. Murray, Jr., and C. J. Cyrus, Music Education in the Middle Ages and the Renaissance
Music Education in the Middle Ages and the Renaissance (Indiana University Press, 2010), ISBN 0-253-00455-1, p. 67.
43. ↑  J. R. Baxter, "Music, ecclesiastical", in M. Lynch, ed., The Oxford Companion to Scottish History (Oxford: Oxford University Press, 2001), ISBN 0-19-211696-7, pp. 431–2.
44. ↑  G. D. Henderson, Religious Life in Seventeenth-Century Scotland (Cambridge: Cambridge University Press, 2011), ISBN 0-521-24877-9, pp. 1–4.
45. ↑  G. D. Henderson, Religious Life in Seventeenth-Century Scotland (Cambridge: Cambridge University Press, 2011), ISBN 0-521-24877-9, p. 12.
46. ↑  J. Wormald, Court, Kirk, and Community: Scotland, 1470–1625 (Edinburgh: Edinburgh University Press, 1991), ISBN 0-7486-0276-3, pp. 192–3.
47. ↑  R. A. Houston, I. D. Whyte "Introduction" in R. A. Houston, I. D. Whyte, eds, Scottish Society, 1500–1800 (Cambridge: Cambridge University Press, 2005), ISBN 0-521-89167-1, p. 34.
48. ↑  K. A. Edwards, "Witchcraft in Tudor and Stuart Scotland", in K. Cartwright, A Companion to Tudor Literature Blackwell Companions to Literature and Culture (Oxford: John Wiley & Sons, 2010), ISBN 1-4051-5477-2, p. 32.
49. ↑  J. Keay and J. Keay, Collins Encyclopaedia of Scotland (London: Harper Collins, 1994), ISBN 0-00-255082-2, p. 556.
50. ↑  S. J. Brown, "Religion and society to c. 1900", T. M. Devine and J. Wormald, eds, The Oxford Handbook of Modern Scottish History (Oxford: Oxford University Press, 2012), ISBN 0-19-956369-1, p. 81.

## 外部連結
- BBC Scottish History （页面存档备份，存于）